# Combretum sanjappae
Combretum sanjappae là một loài thực vật có hoa trong họ Trâm bầu. Loài này được Chakrab. & Lakra mô tả khoa học đầu tiên năm 2002.